# بول توغنون
بول توغنون Paul Tournon (ولد 19 فبراير 1881 - توفي 22 ديسمبر 1964) كان معماريا فرنسيا ولد في مارسيليا وتوفي في باريس.
كان معماريا مكلفا بتصميم مباني إدارية وقصور وطنية فرنسيتين كثيرتين كما كان عضوا في كلية الفنون الجميلة التابعة لمعهد فرنسا.
اشتهر بتصميمه لمباني دينية مبنية بالخرسانة المسلحة مثل كنيسة القديسة تيريز دو ليزيو (الإيفلين) وكنيسة القلب المقدس في الدار البيضاء وكنائس أخرى كثيرة في المغرب.